# Johan Adolf Lundegren

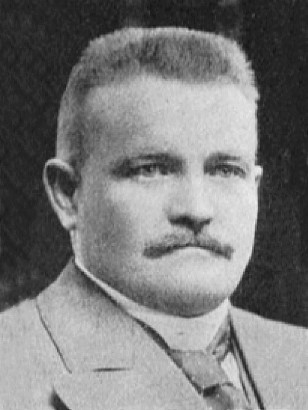
Johan Adolf Lundegren.

Johan (John) Adolf Lundegren, född 23 januari 1868 i Gävle, död 14 september 1938 i Stockholm, var en svensk byggnadsingenjör och byggmästare. Bland hans kända arbeten märks de så kallade Sjuvillorna i Saltsjöbaden och SJ:s Kontrollkontoret i Tomteboda.

## Biografi
Lundegren började 1883 som 15-åring praktisera i byggnadsyrket som murarlärling och som murare mellan 1887 och 1890. Han studerade 1901 vid Tekniska skolan i Stockholm och från 1902 vid Byggnadsyrkesskolan med avgångsexamen 1905. År 1900 blev han godkänd som byggmästare av Stockholms byggnadsnämnd och 1904 erhöll han borgarskap. 
Under sin studietid hade han anställning som arbetsledare vid olika byggbolag i Stockholm, Örebro och Saltsjöbaden. I Saltsjöbaden var han byggmästare för bland annat de så kallade Hörnellska villorna (Sjuvillorna) som uppfördes mellan 1896 och 1897. Efter sekelskiftet 1900 började han uppträda även som byggherre och uppförde en lång rad byggnader i Stockholm för egen räkning, vilka han sedan sålde vidare direkt efter färdigställandet. För Statens Järnvägar byggde han ”Stora Kontoret” (Kontrollkontoret) i Tomteboda. Det följde flera statliga uppdrag, bland annat var han arbetsledare vid kasernbygget i Vänersborg och fungerade 1918–1924 som 1:e verkmästare hos Arméns Kasernbyggnadsnämnd vid kasernbyggnaderna i Linköping och under senare delen av 1924 vid Garnisonssjukhuset i Boden.
År 1897 gifte han sig med Alfhild Elisabeth Nordling (född 1870) från Stockholm. Paret fick en dotter och två söner. Lundegård fann sin sista vila på Norra begravningsplatsen där han gravsattes den 20 september 1938.

## Uppförda nybyggnader (urval)

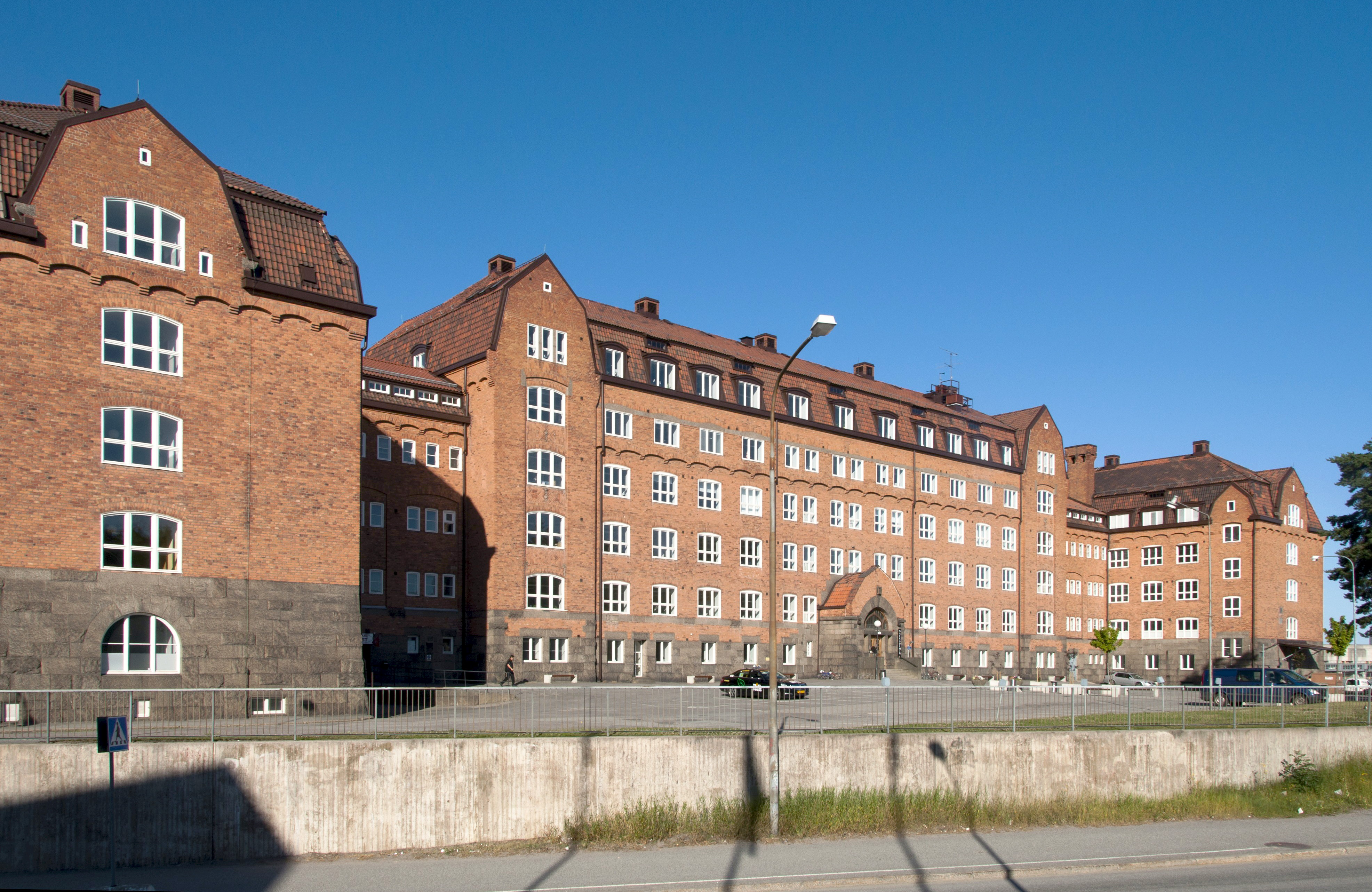
Statens Järnvägars kontorsbyggnad vid Tomteboda, uppförd 1911-1912.

Här uppges ursprungliga, vid tiden gällande gatuadresser och fastighetsbeteckningar.
- Sjuvillorna, Saltsjöbaden (1896-1897)
- Ekorren 9, Östermalmsgatan 19 (1902-1903)
- Riddaren 20 och 21, Grev Turegatan 22 (1904-1905)
- Havsfrun 15 och 16, Skeppargatan 37 (1906-1907)
- Arbetaren 9 (fabriksbyggnad), Fridhemsgatan 18 (1907)
- Hjorten 14 (om- och tillbyggnad), Brahegatan 39 (1908)
- Skravelberget större 13, Nybrogatan 7 (1909-1910)
- Skravelberget större 14, Smålandsgatan 2 (1909-1910)
- Skravelberget större 15, Smålandsgatan 4 (1909-1910)
- Statens Järnvägars kontorsbyggnad vid Tomteboda (1911-1912)
- Skravelberget större 11, Riddargatan 12 (1913-1914)

### Bilder, arbeten (urval)

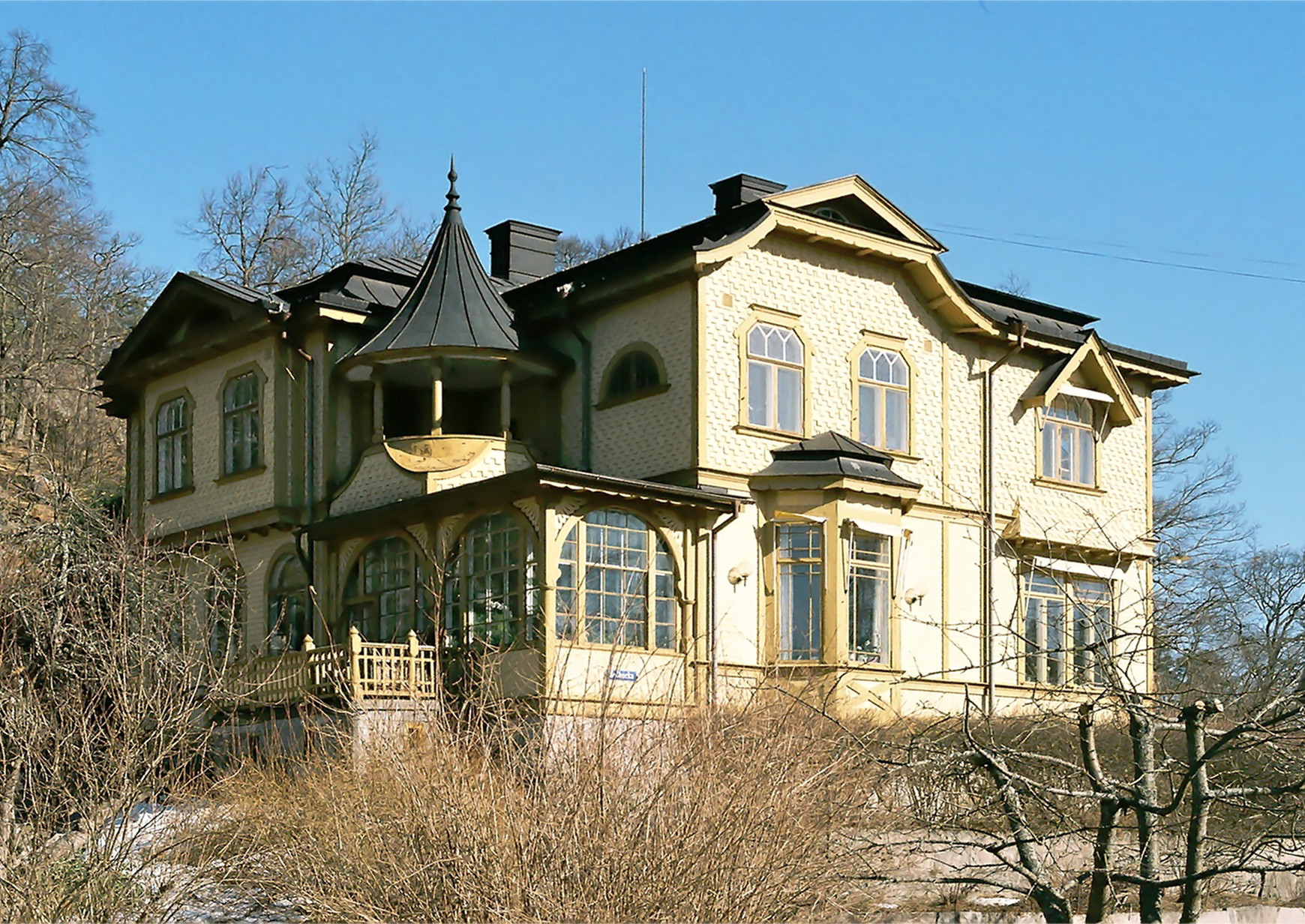
Sjuvillorna, villa 3, Saltsjöbaden, Ringvägen 24.
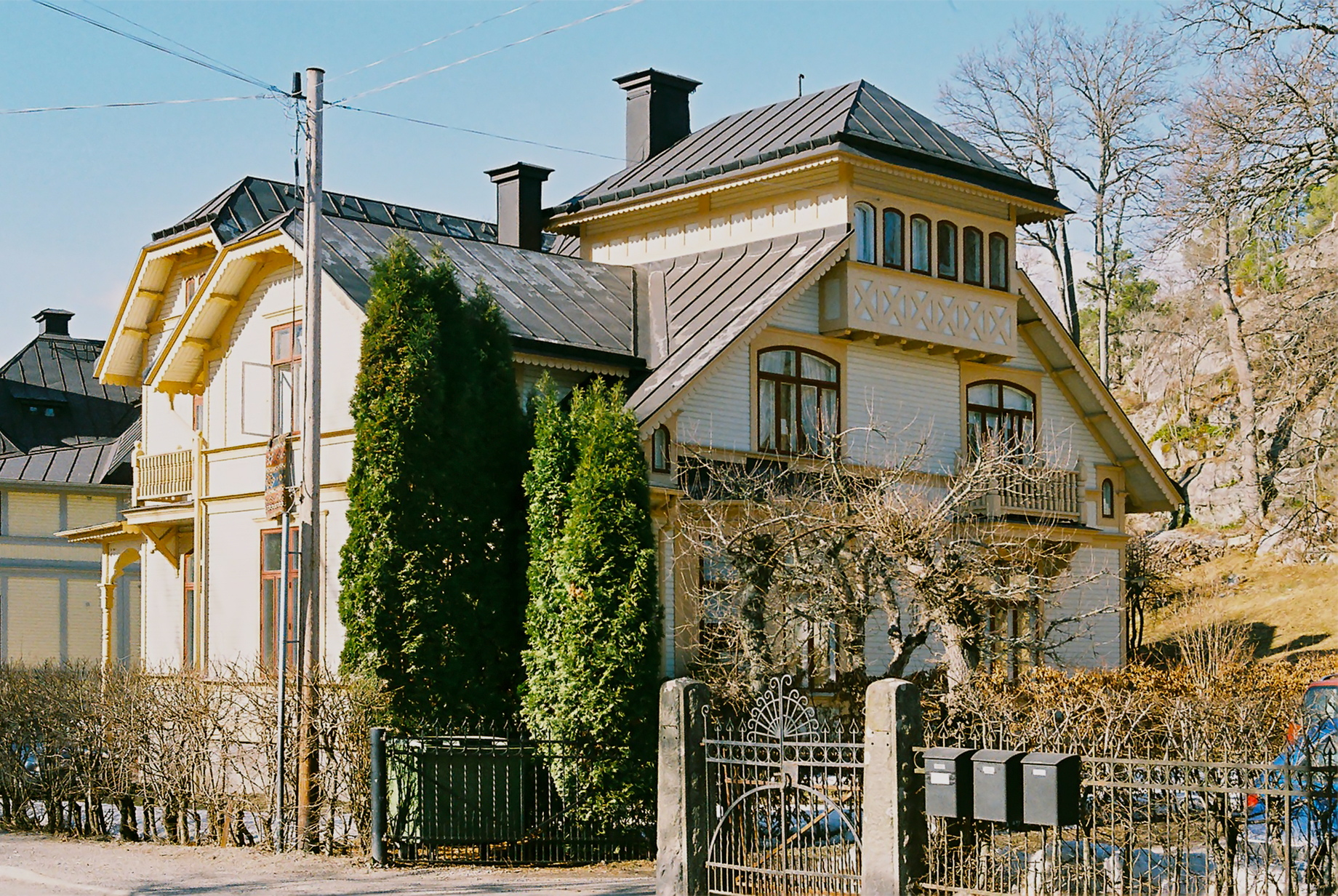
Sjuvillorna, villa 6, Saltsjöbaden, Ringvägen 18.
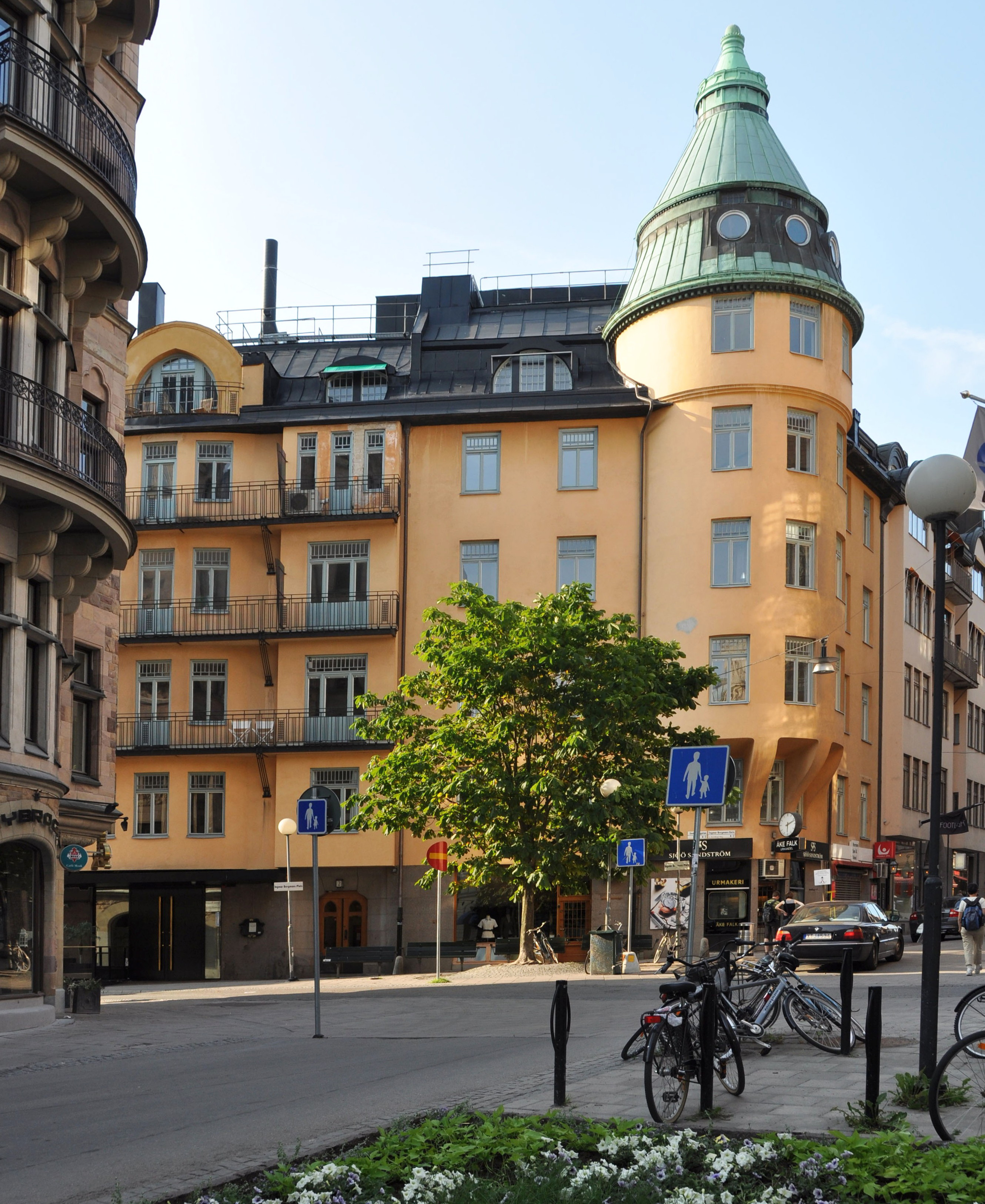
Skravelberget större 14, Nybrogatan 5.
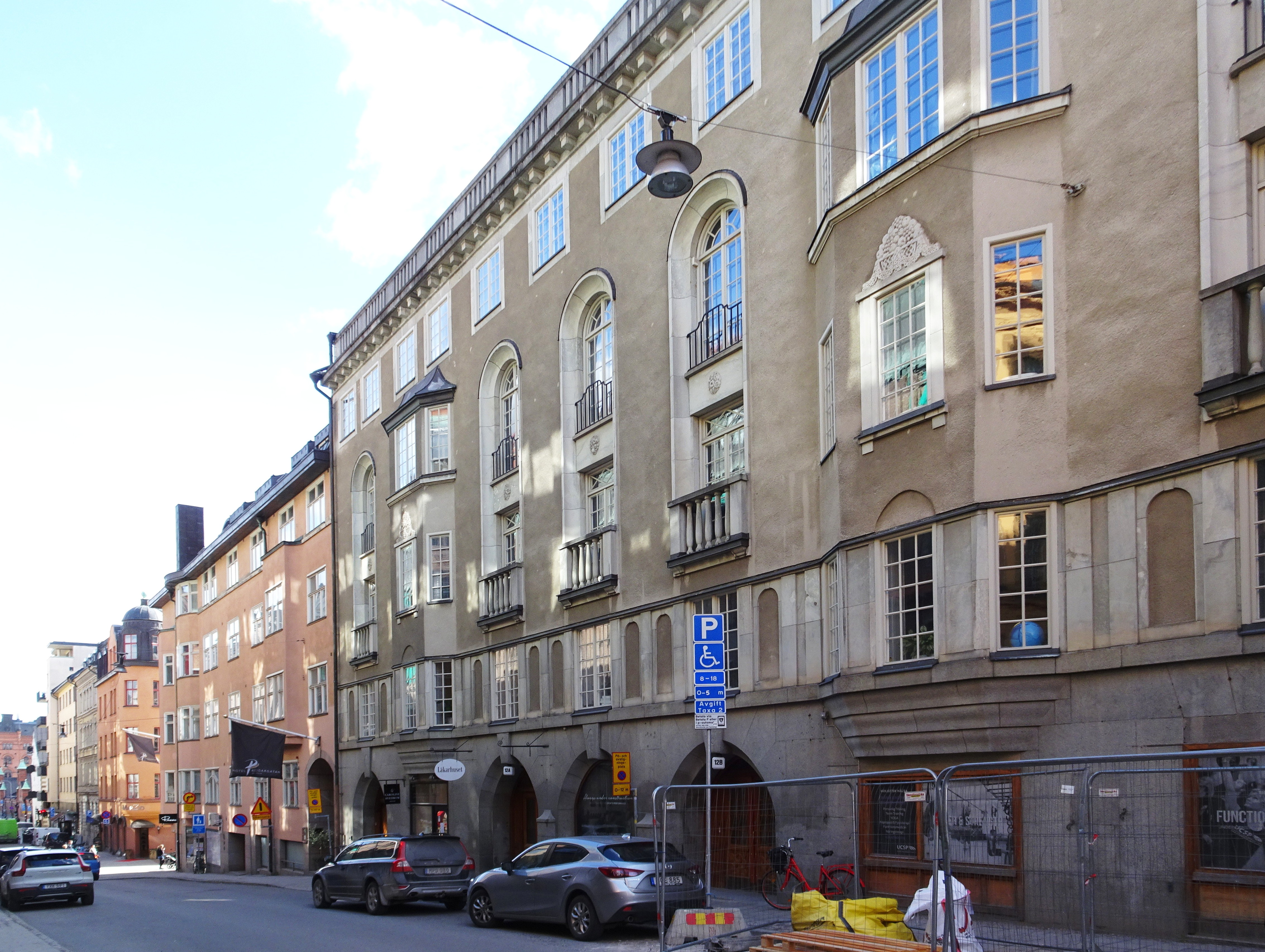
Skravelberget större 11, Riddargatan 12.
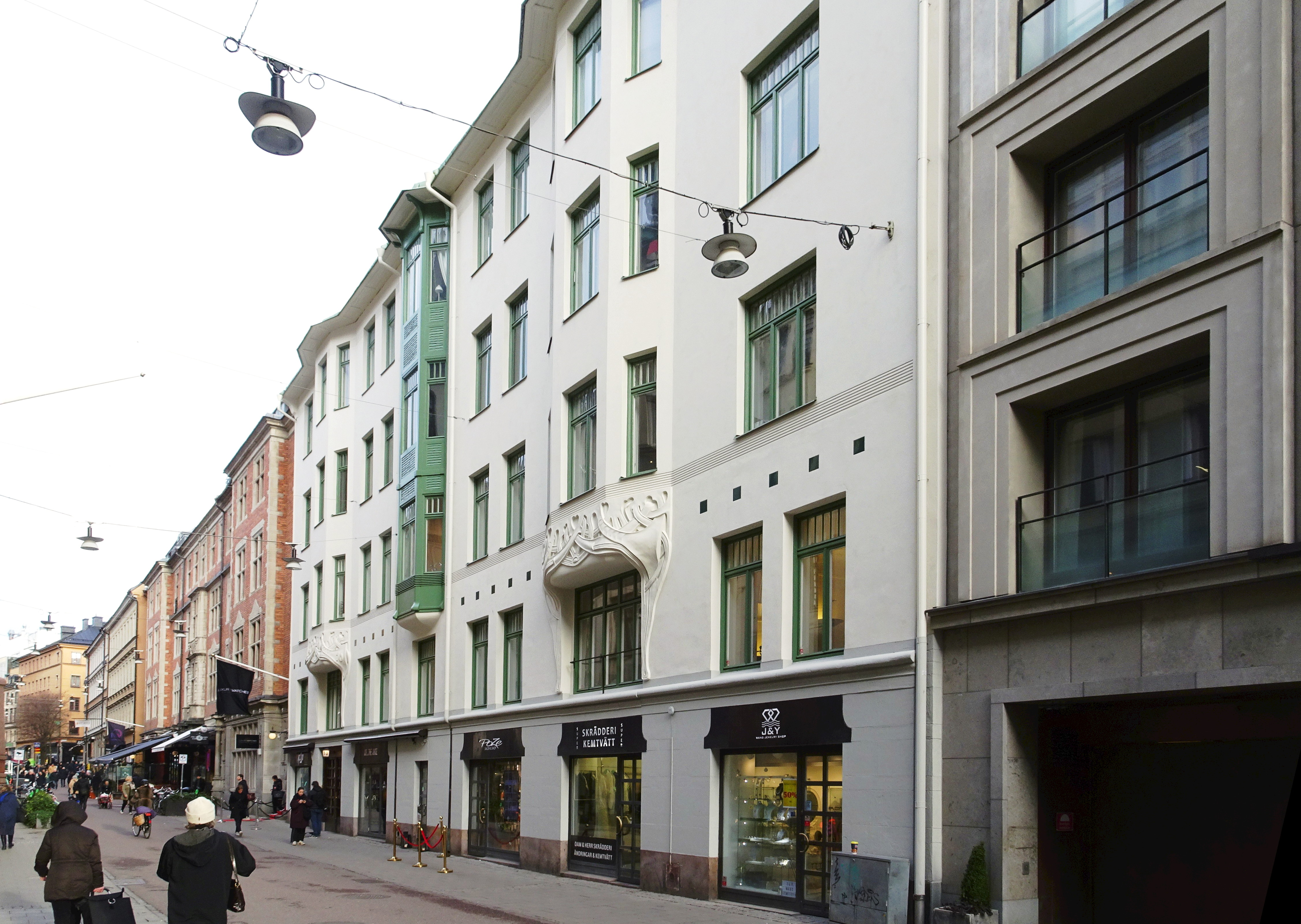
Riddaren 20 och 21, Grev Turegatan 10.